# Олімпійський міжфедеральний комітет Бельгії
Олімпійський міжфедеральний комітет Бельгії (нід. Бельгійські Olympisch en Interfederaal Comité; фр. Comité Olympique et Interfédérale Belge) — організація, що представляє Бельгію в міжнародному олімпійському русі. Засновано та зареєстровано в МОК у 1906 році.
Штаб-квартира розташована у Брюсселі. Є членом МОК, ЄОК та інших міжнародних спортивних організацій. Здійснює діяльність по розвитку спорту в Бельгії.

## Олімпійські ігри в Бельгії
Бельгія була удостоєна права проведення літньої Олімпіади 1920 року в Антверпені.